# 木村べん
木村 べん（きむら べん、1947年 - 2003年2月18日）は、日本のイラストレーター。

## 経歴
- 1947年東京生まれ。広告代理店勤務を経てフリーのイラストレーターになる。
- 1978年より約10年間、雑誌「薔薇族」の表紙および挿絵を手がける。
- 1989年に薔薇族と決別し雑誌「さぶ」に完全に移る。ただそれ以前もさぶで書いており、薔薇族とさぶを掛け持ちしていた期間も長かった。2001年（廃刊）まで表紙絵ならびに挿絵等を描く。
- 「ジュネ」「アラン」等でもイラストや小説、コミックを多数発表。
- 2002年より雑誌「ジーメン」に活躍の場を移す。
- 2003年2月、制作作業中に静脈血栓塞栓症のため死去。
- 現在、全ての作品および著作権はスタジオカイズ（STUDIOKAIZ）が管理している。

## 作品リスト
- 画集 Tan-pan body
- イラスト作品CD Vol.1～3
- ポストカードセット Vol.1～3